# Arrival (empresa)
Arrival Ltd es una empresa automotriz británica con sede en Londres, Reino Unido que desarrolla vehículos eléctricos. Principalmente vehículos comerciales ligeros . En junio de 2020, Arrival anunció un nuevo autobús de pasajeros diseñado para el distanciamiento social de la era del coronavirus. En diciembre de 2020, Arrival estableció su sede en América del Norte en Charlotte, Carolina del Norte, EE. UU.
La I+D se lleva a cabo en sus instalaciones de Banbury, Oxfordshire. En marzo de 2020, Arrival adquirió una nueva fábrica en Bicester con planes de estar operativa en 2021 y comenzar la producción en 2022.
Arrival afirma que sus vehículos eléctricos son los primeros en costar lo mismo que sus equivalentes de gasolina y diésel. La compañía ha creado una plataforma de vehículos eléctricos que se puede escalar para hacer muchas variantes en múltiples categorías de vehículos.
El 24 de octubre de 2020, la firma recaudó 118 millones de dólares del administrador de fondos estadounidense BlackRock. Lo que se suma a la inversión anterior del fabricante de automóviles coreano Hyundai Motor Co y la empresa hermana Kia Motors Corp de 111 millones de dólares.
En noviembre de 2020, se anunció que Arrival cotizaría en NASDAQ mediante la fusión con la empresa de adquisiciones para fines especiales CIIG Merger Corp.

## Vehículos
Según Arrival, se están desarrollando cuatro tipos de vehículos eléctricos: un autobús, una furgoneta, una furgoneta grande y una plataforma para vehículos pequeños. El inicio de la producción del primer tipo (autobús) está previsto para el último trimestre de 2021.

### Furgoneta
El prototipo funcional de la camioneta eléctrica de Arrival tiene un alcance de al menos 190 km con una sola carga. Las especificaciones completas sobre tamaño, capacidad de carga y volumen no se han hecho públicas. United Parcel Service ha realizado un pedido de 10.000 furgonetas pequeñas con opción a otras 10.000 adicionales.

### Autobús
Su prototipo actual tiene un alcance de 350 km y una carga máxima de 2T.

## Historia
Fundada en 2015 por Denis Sverdlov, ex director general de Yota Group, un proveedor ruso de telefonía móvil y proveedor de servicios móviles, Arrival es una empresa global con oficinas centrales en Londres y Charlotte, EE. UU. También tiene una instalación de I + D en Banbury y otras oficinas en América del Norte, Alemania, Israel, Rusia y los Países Bajos.
En agosto de 2017, Royal Mail anunció un acuerdo con Arrival para probar nueve vehículos en los rangos de 3, 5, 6 y 7 toneladas de peso bruto.
United Parcel Service anunció un acuerdo con Arrival para probar 35 vehículos en Londres y París en mayo de 2019 como parte de una estrategia más amplia para electrificar su enorme flota de vehículos de reparto.
BlackBerry anunció en octubre de 2019 que impulsarían los vehículos eléctricos inteligentes Generación 2.0 de Arrival. Como parte del acuerdo, BlackBerry licenciará su tecnología BlackBerry QNX a Arrival, incluido su sistema operativo en tiempo real QNX SDP 7.0 que servirá como base para las funciones ADAS dentro de la plataforma de vehículos de la compañía.
Mike Ableson, exvicepresidente de infraestructura de vehículos eléctricos y estrategia global de General Motors, se unió a Arrival en octubre de 2019 como director ejecutivo de Automoción y América del Norte.
En diciembre de 2019, Cubic Telecom, un proveedor de software de gestión de conectividad, se asoció con Arrival para ofrecer software de conectividad inteligente a su flota de vehículos eléctricos. 
En enero de 2020, la compañía anunció que Hyundai Motor Group y Kia Motors habían invertido 100 € millones en ella, marcando así el inicio de una asociación estratégica entre los fabricantes de automóviles para acelerar la adopción de vehículos eléctricos comerciales a nivel mundial.  Tras la inversión, Arrival reveló que han alcanzado el estatus de "unicornio", valorando la startup en 3 mil millones de euros. La empresa planea ocupar 10.000 m² con sus "microfactorías" para construir sus vehículos eléctricos, habiendo desarrollado una plataforma "monopatín" que contiene un tren motriz y baterías.
El 29 de enero de 2020, Arrival anunció que UPS había invertido en la compañía y realizado un pedido de 10,000 vehículos eléctricos de Generación 2 que se lanzarán en el Reino Unido, Europa y América del Norte antes de 2024 como parte de su transición hacia una flota de cero emisiones. Se informó que el acuerdo valía 400 millones de dólares junto con una participación accionaria en la empresa de un tamaño no revelado. Los vehículos eléctricos especialmente diseñados han sido desarrollados conjuntamente por Arrival y UPS para cumplir con las especificaciones exactas de UPS, incluidas las últimas funciones avanzadas de control y seguridad. 
El 17 de junio de 2020, Arrival reveló su intención de fabricar un autobús eléctrico. Según la empresa, tendrá el mismo precio que un autobús diésel equivalente. Los costos de funcionamiento más bajos lo harán aún más barato para los operadores a largo plazo.
Arrival ha comenzado a establecer operaciones en los Estados Unidos, con el área metropolitana de Charlotte como base de operaciones de la compañía en los Estados Unidos. La primera oficina estadounidense de Arrival estará ubicada en el vecindario de South End. Además, la primera microfábrica estadounidense de Arrival estará ubicada en el suburbio de Rock Hill .